# Crise diplomática entre Brasil e Estados Unidos em 2025
A crise diplomática entre Brasil e Estados Unidos em 2025 refere-se à crise nas relações entre Brasil e Estados Unidos gerada pelas política comercial tarifária unilateral da segunda presidência de Donald Trump, nos Estados Unidos, contra produtos brasileiros. As ações unilaterais incluíram também medidas de interferência política contra a soberania do Brasil, a aplicação da Lei Magnitsky contra autoridades brasileiras em função do processo judicial contra agentes da Intentona Bolsonarista, a revogação de documentos de visto de viagem aos Estados Unidos a pessoas ligadas ao programa governamental brasileiro Mais Médicos e questionamentos quanto ao sistema de pagamentos instantâneos PIX, ao comércio popular da região da rua 25 de Março na cidade de São Paulo e à participação do Brasil no agrupamento internacional BRICS. No Brasil, houve discussões sobre aplicação da legislação para retaliação das tarifas impostas (retaliações não aplicadas), elaboração e execução de medidas para ajuda econômica aos setores exportadores de portes menores, busca por mercados para os produtos afetados e acionamento do sistema de solução de controvérsias da Organização Mundial do Comércio (OMC).
As tarifas unilaterais de 50% entraram em vigor em 1º de agosto de 2025, mas podem ser suspensas caso haja acordo bilateral. O Brasil avalia medidas adicionais, como restrições à repatriação de lucros de empresas americanas. Analistas comparam o conflito a uma guerra comercial similar à entre EUA e China, com implicações para o comércio global. Posts no X sugerem otimismo sobre possíveis negociações para reduzir tarifas em setores como alimentos e minerais, embora sem confirmação oficial.

## Contexto
Desde a posse de Luiz Inácio Lula da Silva em 1º de janeiro de 2023, o Brasil intensificou sua participação em blocos econômicos como o BRICS, buscando diversificar parceiros comerciais e promover políticas de sustentabilidade e autonomia econômica. Em 20 de janeiro de 2025, Donald Trump assumiu a presidência dos Estados Unidos para seu segundo mandato, adotando uma postura protecionista e crítica a nações do BRICS, incluindo o Brasil.
As tensões bilaterais foram agravadas pelo julgamento do ex-presidente brasileiro Jair Bolsonaro, aliado de Trump, acusado de tentativa de golpe após as eleições de 2022. Declarações de Trump em apoio a Bolsonaro foram interpretadas pelo Brasil como intromissão em assuntos internos, intensificando o atrito.
Em janeiro de 2025, houve uma tensão em torno da política de deportações em massa dos EUA, incluindo brasileiros, devido ao tratamento desumano conferido aos deportados. Especificamente em 24 de janeiro de 2025, um voo com 88 brasileiros deportados dos EUA chegou a Manaus, com passageiros em algemas e restrições nas pernas, gerando indignação pública e críticas do governo brasileiro. O voo, inicialmente planejado para Minas Gerais, foi desviado por questões técnicas e a situação levantou preocupações sobre violações de direitos humanos. O Brasil criou um grupo de trabalho para melhorar o tratamento de deportados e defendeu uma abordagem regional para questões migratórias na Organização dos Estados Americanos (OEA).

## Acontecimentos

### Tarifas
Em 2 de abril de 2025, os Estados Unidos anunciaram tarifas de 10% sobre importações brasileiras, com vigência a partir de 5 de abril, sob a justificativa de proteger a indústria doméstica. Em 9 de julho de 2025, Trump anunciou tarifas de 50% sobre todos os produtos brasileiros, efetivas a partir de 1º de agosto, citando o tratamento do Brasil a Bolsonaro como uma "caça às bruxas" e alegando déficits comerciais, embora os EUA tenham registrado um superávit comercial de US$ 7,4 bilhões com o Brasil em 2024.
O Brasil respondeu com um recurso formal à Organização Mundial do Comércio (OMC) e anunciou tarifas recíprocas sobre produtos americanos, conforme autorizado pela Lei de Reciprocidade Comercial (Lei nº 15.122/2025), regulamentada pelo Decreto nº 12.551/2025 em 15 de julho. O presidente Lula destacou que o Brasil propôs negociações em 16 de maio de 2025, mas considerou as tarifas uma "chantagem inaceitável".
Em uma Ordem Executiva publicada em 30 de julho de 2025, Trump apresentou argumentos para a imposição de uma tarifa de 50%. Esses argumentos incluíram as "recentes políticas, práticas e ações do governo brasileiro" que "ameaçam a segurança nacional, a política externa e a economia dos Estados Unidos". Entre essas ações, destacam-se aquelas que "interferem na economia americana, violam a liberdade de expressão de indivíduos nos Estados Unidos, desrespeitam os direitos humanos e comprometem os interesses dos Estados Unidos em proteger seus cidadãos". Também foi mencionada a "perseguição política contra um ex-presidente do Brasil" e as ações do ministro do Supremo Tribunal Federal Alexandre de Moraes, que "enfraqueceram oponentes políticos, protegeram aliados e suprimiram dissidentes, frequentemente em coordenação com outros membros do governo brasileiro". Além disso, foram citadas ações contra empresas americanas, como "ordens secretas para censurar milhares de postagens e desativar dezenas de críticos políticos, incluindo indivíduos nos Estados Unidos, por expressões consideradas legais no país", além de multas e suspensões impostas por Moraes a empresas americanas e com sede nos Estados Unidos por descumprimento de ordens judiciais brasileiras, entre outras justificativas apresentadas por Trump para as tarifas.

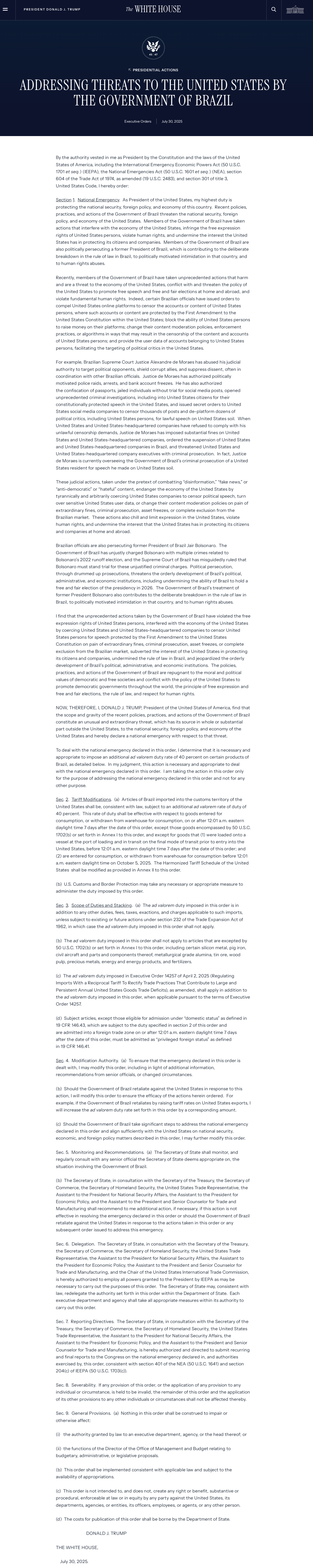
A Ordem Executiva

Na mesma Ordem Executiva, Trump isentou 694 produtos brasileiros das tarifas de 50%, mantendo para esses itens apenas a alíquota de 10%. Segundo a Câmara de Comércio Americana, essa medida beneficiou 43% das exportações brasileiras, resultando em 46,6% das vendas aos Estados Unidos sendo impactadas pelas tarifas, uma proporção inferior à estimada inicialmente.

### Carta de Trump para Bolsonaro
Em 17 de julho de 2025, Donald Trump publicou uma carta dirigida a Jair Bolsonaro. Nela, Trump declarou que Bolsonaro está sofrendo um "tratamento terrível", que seu julgamento deveria "encerrar-se imediatamente", que ele estaria "liderando nas pesquisas" e expressou o desejo de que "o governo brasileiro mude de rumo, pare de atacar opositores políticos e ponha fim ao seu regime de censura." Concluiu afirmando: "Estarei acompanhando de perto."
Leia a carta:
"Prezado Sr. Bolsonaro,
Tenho observado o tratamento terrível que você está recebendo de um sistema injusto que age contra você. Este julgamento deveria terminar imediatamente! Não me surpreende ver que você está liderando nas pesquisas; você foi um líder altamente respeitado e forte, que serviu bem ao seu país.
Compartilho do seu compromisso em ouvir a voz do povo e estou muito preocupado com os ataques à liberdade de expressão — tanto no Brasil quanto nos Estados Unidos — promovidos pelo atual governo. Expressei fortemente minha desaprovação, tanto publicamente quanto por meio de nossa política de tarifas. Espero sinceramente que o governo do Brasil mude de rumo, pare de atacar adversários políticos e encerre seu ridículo regime de censura. Estarei acompanhando de perto.
Sinceramente, Donald J. Trump"

### Acusações de interferência
Em 9 de julho de 2025, o Brasil convocou o encarregado de negócios dos EUA após declarações de Trump defendendo Bolsonaro e criticando o Supremo Tribunal Federal brasileiro, especialmente o ministro Alexandre de Moraes, por ações contra desinformação em plataformas digitais. O Itamaraty classificou as declarações como uma tentativa de interferência, enquanto Trump alegou que o Brasil atacava a liberdade de expressão e eleições livres.

### Investigação do Representante de Comércio dos Estados Unidos
Em 15 de junho de 2025, o Representante de Comércio dos Estados Unidos iniciou uma investigação sobre práticas comerciais brasileiras consideradas desleais aos interesses americanos. Entre as práticas listadas, destacam-se o comércio digital e o sistema de pagamento eletrônico brasileiro (PIX), que supostamente beneficia empresas locais em detrimento de sistemas de pagamento de bancos estrangeiros, decisões do Supremo Tribunal Federal (STF) sobre mídias sociais, incluindo a remoção de conteúdo, aplicação de multas e bloqueio de plataformas, a declaração de inconstitucionalidade parcial do Artigo 19 do Marco Civil da Internet pelo STF, tarifas consideradas "injustas" e "preferenciais", preferências comerciais do Brasil, o "enfraquecimento considerável" do combate à corrupção, relacionado à Operação Lava Jato e à anulação de condenações da operação pelo STF, o desmatamento ilegal e as "ações, políticas e práticas" do Brasil que, aparentemente, negam proteção adequada e efetiva aos direitos de propriedade intelectual, entre outros.

### Sanções a Ministros do Supremo Tribunal Federal
Em 18 de julho de 2025, dois dias após o anúncio das tarifas de Trump contra o Brasil e no mesmo dia em que a Polícia Federal realizou busca e apreensão na residência do ex-presidente Jair Bolsonaro, por associar o fim das tarifas à anistia, entre outros motivos,, e o Supremo Tribunal Federal aplicou medidas cautelares contra ele o Secretário de Estado dos Estados Unidos anunciou a revogação dos vistos do ministro Alexandre de Moraes, seus aliados no tribunal e seus familiares imediatos. A justificativa foi que Moraes teria criado um "complexo de censura e perseguição tão amplo" que "não apenas viola os direitos básicos dos brasileiros, mas também se estende além das fronteiras do Brasil para atingir americanos" devido a suposta "caça às bruxas política" contra Bolsonaro.

|           | Secretary Marco Rubio | Logo do X, uma letra X estilizada |
| @SecRubio |                       |                                   |

            .@POTUS deixou claro que sua administração responsabilizará estrangeiros responsáveis pela censura de expressão protegida nos Estados Unidos. A caça às bruxas política do Ministro do Supremo Tribunal Federal brasileiro Alexandre de Moraes contra Jair Bolsonaro criou um complexo de perseguição e censura tão amplo que não apenas viola os direitos básicos dos brasileiros, mas também se estende além das fronteiras do Brasil para atingir americanos.

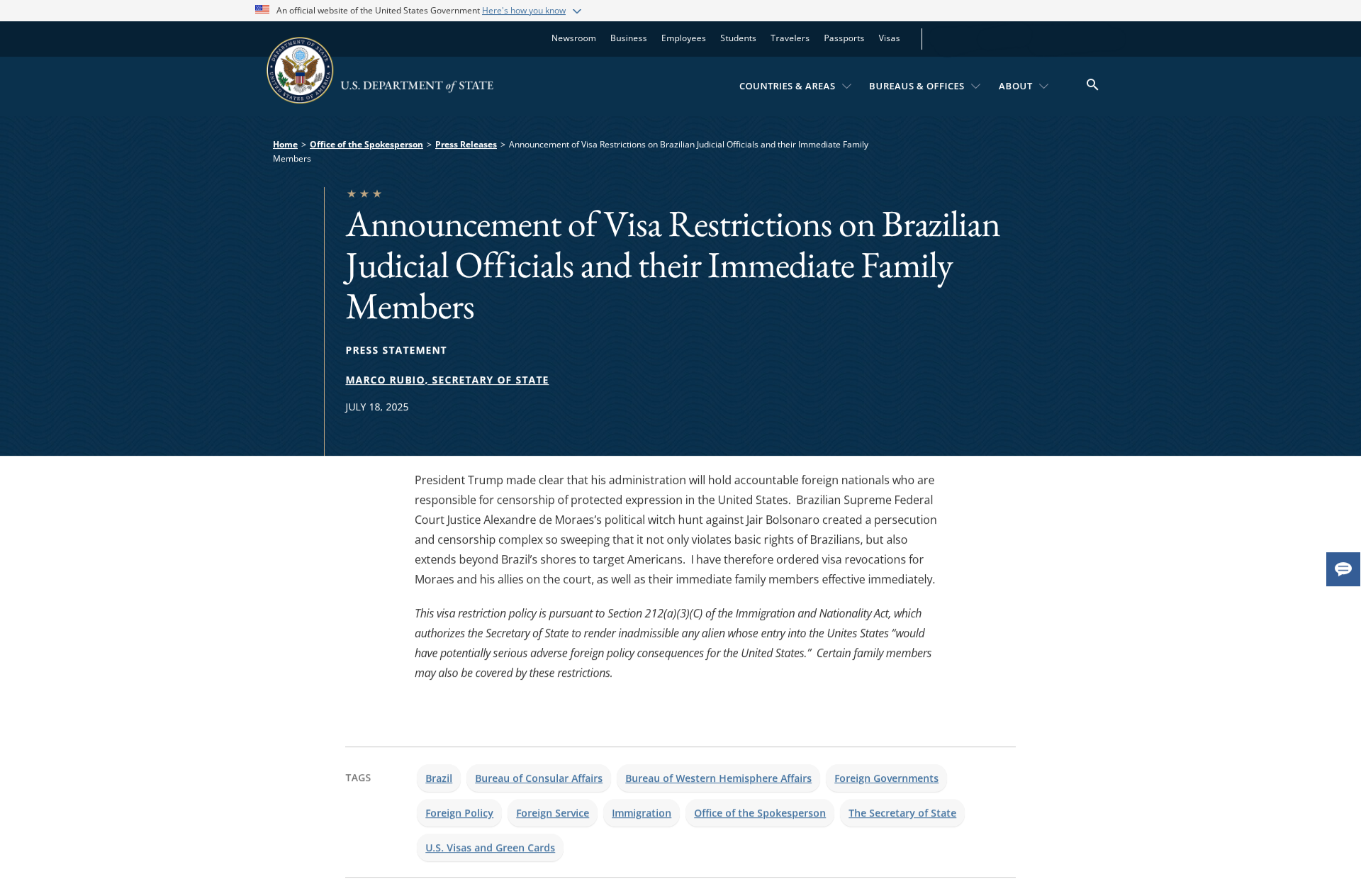
Artigo do site do Departamento de Estado dos Estados Unidos anunciando a revogação dos vistos dos ministros do Supremo Tribunal Federal e seus familiares imediatos

Portanto, ordenei a revogação de vistos para Moraes e seus aliados no tribunal, bem como para seus familiares imediatos, com efeito imediato.

18 Julho 2025

Segundo a imprensa, fontes do governo federal brasileiro indicaram que outros sete ministros do STF tiveram seus vistos cancelados. Os ministros afetados seriam: Luís Roberto Barroso; Edson Fachin; Dias Toffoli; Cristiano Zanin; Flávio Dino; Cármen Lúcia; e Gilmar Mendes. Os ministros André Mendonça, Kassio Nunes Marques e Luiz Fux não tiveram seus vistos cancelados, conforme a mesma fonte. O Procurador-Geral da República, Paulo Gonet, também teve seu visto revogado.
Em 30 de julho de 2025, os Estados Unidos aplicaram a Lei Magnitsky contra o ministro Alexandre de Moraes. Conhecida como "pena de morte financeira", a lei estabelece penalidades econômicas a pessoas acusadas pelo governo dos Estados Unidos de sérias infrações aos direitos humanos, determinando o congelamento de contas do indivíduo nos EUA e a proibição de entrada no país ou obtenção de visto americano. O Secretário do Tesouro, Scott Bessent, justificou a medida afirmando que Moraes é responsável por uma "campanha opressiva de censura, detenções arbitrárias que violam os direitos humanos e processos politizados — incluindo contra o ex-presidente Jair Bolsonaro". Bessent destacou que o Tesouro "continuará a responsabilizar aqueles que ameaçam os interesses dos EUA e que impõem restrições às nossas liberdades."

|                  | Treasury Secretary Scott Bessent | Logo do X, uma letra X estilizada |
| @SecScottBessent |                                  |                                   |

            Hoje, o @USTreasury está sancionando o Ministro do Supremo Tribunal Federal brasileiro Alexandre de Moraes, que usou sua posição para autorizar detenções arbitrárias antes do julgamento e suprimir a liberdade de expressão.
Alexandre de Moraes é responsável por uma campanha opressiva de censura, detenções arbitrárias que violam os direitos humanos e processos politizados — incluindo contra o ex-presidente Jair Bolsonaro.
O Tesouro continuará a responsabilizar aqueles que ameaçam os interesses dos EUA e que impõem limites às nossas liberdades.

30 Julho 2025

Marco Rubio declarou: "Que isso sirva de alerta para aqueles que violarem os direitos fundamentais de seus compatriotas — togas judiciais não podem protegê-los."

|           | Secretary Marco Rubio | Logo do X, uma letra X estilizada |
| @SecRubio |                       |                                   |

            O @POTUS e o @USTreasury sancionaram o Ministro do Supremo Tribunal Federal do Brasil, Alexandre de Moraes, sob o programa de sanções Global Magnitsky por graves abusos aos direitos humanos. Que isso sirva de alerta para aqueles que violarem os direitos fundamentais de seus compatriotas — togas judiciais não podem protegê-los.

30 Julho 2025

### Sanções a brasileiros envolvidos no Mais Médicos
No dia 13 de agosto de 2025, o Secretário de Estado dos Estados Unidos, Marco Rubio, anunciou a revogação de vistos de diversos funcionários do governo brasileiro e ex-funcionários da Organização Pan-Americana da Saúde (OPAS) ligados ao programa Mais Médicos, iniciado em 8 de julho de 2013 pelo governo de Dilma Rousseff. O projeto trouxe médicos cubanos para atuar em municípios do interior e periferias de grandes cidades do Brasil. Rubio afirmou que os sancionados são "cúmplices de um esquema de exportação de trabalho forçado do regime cubano" e classificou o Mais Médicos como um "golpe diplomático". Entre os brasileiros afetados estão Mozart Júlio Tabosa Sales, secretário de Atenção Especializada à Saúde, e Alberto Kleiman, diretor da Organização do Tratado de Cooperação Amazônica (OTCA) para a COP 30. Em 15 de agosto de 2025, o G1 informou que os Estados Unidos cancelaram os vistos da esposa e da filha de 10 anos de Alexandre Padilha, Ministro da Saúde e um dos principais responsáveis pela criação e implementação do Mais Médicos. O visto de Padilha não foi revogado, pois está vencido desde 2024.

## Repercussão
Países latino-americanos, como Argentina e México, manifestaram apoio ao Brasil, enquanto a União Europeia apelou por diálogo para resolver o conflito comercial. China e Rússia expressaram solidariedade, criticando as tarifas americanas como punitivas. A OMC abriu um painel de consultas para mediar a disputa, com processo ainda em andamento em julho de 2025.
As tarifas americanas impactaram setores brasileiros como café, carne, suco de laranja e aeroespacial, com relatos de cancelamentos de contratos e aumento de preços nos EUA. Fontes indicam pressão inflacionária e potencial redução do PIB brasileiro, embora números específicos, como desvalorização de 2% do real brasileiro e queda de 1,3% no Ibovespa, careçam de confirmação. Protestos contra as tarifas ocorreram no Brasil, refletindo preocupações com o impacto econômico.